# Regain Records
Regain Records — шведский лейбл звукозаписи. Лейбл в основном специализируется на выпуске альбомов в жанрах дэт-метал и блэк-метал. Regain Records появился на остатках предыдущего лейбла Wrong Again Records, был основан Пером Гюлленбеком в 1997 году. Wrong Again Records сотрудничал с такими группами как In Flames, Cryptopsy, Arch Enemy и Naglfar.
Первыми двумя релизами Regain Records стали альбом High on Blood группы Deranged и альбом Amorous Anathema группы Embraced, вышедшие в конце 1997 года. В первые два года существования лейбла бизнес развивался довольно медленно из-за отсутствия хорошо организованной дистрибуции. Так было пока Regain Records не переиздал первые два альбома группы In Flames, Lunar Strain и Subterranean, выпущенных ранее под маркой Wrong Again Records, после чего лейбл начал преуспевать.

## Группы, подписанные на Regain Records
- Acid Drinkers
- Astaroth
- Behemoth
- Bewitched
- Blackwinds
- Centinex
- Danzig
- Dark Funeral
- Death SS
- Defleshed
- Deranged
- Devils Whorehouse
- Die Zombiejäger
- Dimension Zero
- Dismember
- Endstille
- Enthroned
- Entombed
- Fall Ov Serafim
- Gorgoroth
- Grave
- Hermano
- Karmakanic
- Machinery
- Marduk
- Merauder
- Murder Island
- Mustasch
- Nifelheim
- Nightmare
- Ophiolatry
- Overkill
- Pro-Pain
- Ragnarok
- Reptilian
- Sahg
- Sargatanas Reign
- Satariel
- Setherial
- Space Odyssey
- Tenebre
- The Bronx Casket Co
- The Colombos
- Thyrfing
- Time Has Come
- Time Requiem
- Tony Naima & the Bitters
- Torchbearer
- Totalt Jävla Mörker
- Trelldom
- Trendkill
- Unanimated